# イタリア空軍のアクロバットチーム
イタリア空軍の、アクロバットチーム/デモンストレーションチームの一覧形式記事。本記事では編成機数が2機以上かつ活動期間が足かけで2シーズン以上のチームだけを取り扱い、編成された年の上昇順に記述する。単機のチームや活動期間が2シーズンに満たないチームは、チームの母体となった隊や使用機の記事を参照のこと。

## キャバリノ・ランパンテ （1950年-1952年、1956年-1957年）

### 初代 （1950年-1952年）
1950年、イタリア空軍初のディスプレイチーム キャバリノ・ランパンテ（イタリア語: Cavallino Rampante）が、グロッセート航空基地の第4戦闘航空団で5機のバンパイア FB.5戦闘爆撃機により編成され、1952年6月まで活動した。チーム名は第4戦闘航空団のエンブレム「跳ね馬」に由来する。
チームの機材には特別な塗装は施されず、第4戦闘航空団の作戦機としての塗装のままだった。キャバリノ・ランパンテの後任チームとして、1953年にジェッティ・トナンティが第5戦闘航空団で編成された。

### 2代目 （1956年-1957年）
1956年、前年に解散したジェッティ・トナンティの後任チームとして、キャバリノ・ランパンテがグロッセート航空基地の第4a航空旅団で5機のカナデア セイバー Mk.4戦闘機により再編成された。キャバリノ・ランパンテは1957年シーズン中に解散した。キャバリノ・ランパンテの後任チームとして、同年にディアボリ・ロッシが第6a航空旅団で編成された。

## ジェッティ・トナンティ （1953年-1955年、1959年-1960年）

### 初代 （1953年-1955年）
1953年、前年に解散した第4戦闘航空団チーム キャバリノ・ランパンテの後任チームとして、ジェッティ・トナンティ（イタリア語: Getti Tonanti）がヴィッラフランカ・ディ・ヴェローナ航空基地の第5戦闘航空団で5機のF-84G戦闘機により編成された。チーム名は、ジェッティ・トナンティの編成当時に第5戦闘航空団が装備していたF-84Gの愛称「サンダージェット」のイタリア語訳である。ジェッティ・トナンティは1955年シーズンまでイタリア各地で活動し、解散した。チームの機材には特別な塗装は施されず、第5戦闘航空団/第5a航空旅団の作戦機としての塗装の状態だった。ジェッティ・トナンティの後任チームとして、1956年にキャバリノ・ランパンテが第4a航空旅団で再編成された。

### 2代目 （1959年-1960年）
1959年、翌年に控えたローマオリンピックのため、ジェッティ・トナンティはリミニ航空基地の第5a航空旅団で、5機+予備1機のF-84F戦闘爆撃機により再編成された。チームは1960年8月25日に挙行されたオリンピックの開会式で演技を行い、同年中に解散した。
1959年に再編成されたジェッティ・トナンティのF-84Fには、オリンピックにあわせて各機にそれぞれ異なる彩色が施された。オリンピックの開会式でジェッティ・トナンティが使用したF-84F各機の概要は下表のとおり。
| シリアル番号                                                               | M.M. 5-653                                             | M.M. 5-785                                             | M.M. 5-619                                             | M.M. 5-648                                             | M.M. 5-36591                                           | M.M. 7-721（予備機）                                   |
| エアインテーク、 風防から方向舵にかけての機体上面、 ベントラルフィンの彩色 | 赤                                                     | 黄                                                     | 緑                                                     | 黒                                                     | 橙                                                     | 白 ※訓練中は緑                                         |
| 垂直尾翼と方向舵の五輪の彩色                                               | 白                                                     | 黒                                                     | 黒                                                     | 白                                                     | 黒                                                     | 黒                                                     |
| 主翼上面と水平尾翼上面の彩色                                               | 主翼内側から順に国旗と同じ配色の緑、白、赤の矩形       | 主翼内側から順に国旗と同じ配色の緑、白、赤の矩形       | 主翼内側から順に国旗と同じ配色の緑、白、赤の矩形       | 主翼内側から順に国旗と同じ配色の緑、白、赤の矩形       | 主翼内側から順に国旗と同じ配色の緑、白、赤の矩形       | 主翼内側から順に国旗と同じ配色の緑、白、赤の矩形       |
| 主翼下面と水平尾翼下面の彩色                                               | 翼表面はエアインテークと同色の矩形、翼端は各機共通で赤 | 翼表面はエアインテークと同色の矩形、翼端は各機共通で赤 | 翼表面はエアインテークと同色の矩形、翼端は各機共通で赤 | 翼表面はエアインテークと同色の矩形、翼端は各機共通で赤 | 翼表面はエアインテークと同色の矩形、翼端は各機共通で赤 | 翼表面はエアインテークと同色の矩形、翼端は各機共通で赤 |

## ティグリ・ビアンケ （1955年-1956年）
ティグリ・ビアンケ（イタリア語: Tigri Bianche）は1955年、イタリア空軍初の公式ディスプレイチームとして、イストラーナ航空基地の第51a航空旅団で5機のF-84G戦闘機により編成された。チーム名の和訳は「白虎」。ティグリ・ビアンケは空軍の公式チームとして海外遠征にも対応するため、サポート機としてC-47輸送機がチームに同行した。
ティグリ・ビアンケはアメリカ合衆国やカナダなど遠征を重ねたが、1956年に解散した。

## ディアボリ・ロッシ （1957年-1959年）
1957年、同年中に解散が予定されていた第4a航空旅団チーム キャバリノ・ランパンテの後任チームとして、ディアボリ・ロッシ（イタリア語: Diavoli Rossi）がゲーディ航空基地の第6a航空旅団で6機のF-84F戦闘爆撃機により編成された。チーム名は第6a航空旅団のエンブレム「赤い悪魔」に由来する。チームが使用したF-84Fは機首側面に赤い悪魔と、悪魔が持つとされる三叉の鑓が描かれ、胴体と主尾翼上面の一部が赤で塗られた。1957年シーズン中は訓練に終始し、展示飛行を実施しなかった。
1958年、1956年に解散した第51a航空旅団チーム ティグリ・ビアンケの代わりとして、ディアボリ・ロッシは海外遠征にも従事することとなった。使用機の塗装はリニューアルされ、機体側面に赤帯が施されて三叉の鑓が白に変更されたほか、主翼と水平尾翼の下面はイタリア国旗と同じ緑、白、赤の配色となった。ディアボリ・ロッシは同年3月10日にドイツ連邦共和国 ビットブルク空軍基地でチーム初の展示飛行を実施し、同年5月17日にはアメリカ合衆国 ニュー・ヨークでも展示飛行を行った。ディアボリ・ロッシはオランダ イペンブルグ空軍基地で開催された航空ショーにも出場し、同ショーで北大西洋条約機構軍中最高のアエロバティック・チームと賞賛された。
1959年4月、ディアボリ・ロッシはアメリカ合衆国 ラス・ベガスで開催されたFirst World Congress of Flightにも出場したが、1959年シーズンの終了後に解散した。

## ランチェリ・ネリ （1958年-1959年）
1958年、ランチェリ・ネリ（イタリア語: Lanceri Neri）がカーメリ航空基地の第2a航空旅団で6機のカナデア セイバー Mk.4戦闘機により編成された。チーム名は第2a航空旅団のエンブレム「黒い槍騎兵」に由来する。ランチェリ・ネリは第6a航空旅団チーム ディアボリ・ロッシが海外遠征に従事中、イタリア本土で彼らの不在を補った。ランチェリ・ネリは1959年シーズンの終了後に解散した。

### ランチェリ・ネリ画像集

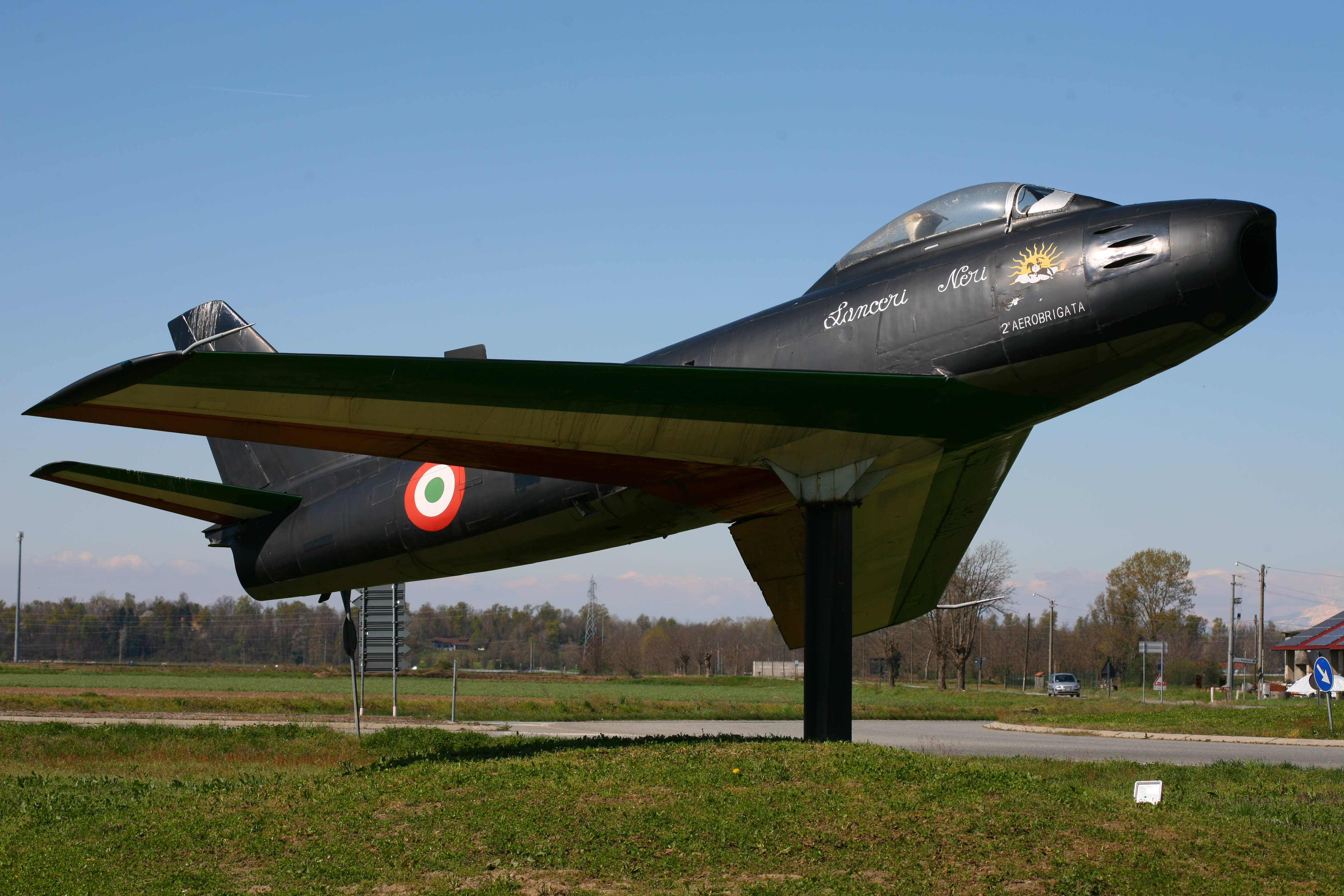
カーメリ空港で展示中の、ランチェリ・ネリの塗装を施したカナデア セイバー Mk.4 シリアル番号M.M. 5321